# Efecte Einstellung
L'Efecte Einstellung (de l'alemany Einstellung, actitud, configuració) és un biaix cognitiu pel qual una persona en enfrontar-se a un problema, utilitza massa solucions conegudes a altres problemes i renúncia a explorar idees alternatives. És l'obstinada tendència del cervell humà a aferrar-se a solucions que ja ha experimentat com a bones, impedint la percepció de solucions encara millors.

## Experiments
En 1942 Abraham Luchins va dur a terme un experiment en el qual va demanar a un conjunt de voluntaris resoldre el següent problema:
Havien d'imaginar tres gerres buides, amb capacitats per a 21, 127 i 3 unitats de líquid, respectivament, i trobar la manera de mesurar 100 unitats transferint aigua d'un recipient a un altre. Cada gerra podia omplir-se i buidar-se tantes vegades com desitgessin, però, en cas d'abocar aigua en elles, aquesta deuria sempre aconseguir les vores.
La solució consistia a omplir la segona gerra (de 127 unitats), buidar després part del seu contingut en la primera (de 21 unitats), a fi que quedin 106, i, finalment, omplir dues vegades la tercera (de 3 unitats).
A continuació, Luchins va presentar als participants una sèrie de problemes que, bàsicament, podien ser resolts seguint els mateixos tres passos anteriors. Els participants els van solucionar ràpidament. Però, quan es va introduir un problema que podia ser solucionat en només dos passos, no van aconseguir identificar aquesta via més curta. El repte proposat consistia a obtenir 20 unitats d'aigua utilitzant recipients de 23, 49 i 3 unitats de capacitat. La solució es trobava en omplir completament el primer gerro i després utilitzar aquesta quantitat per a completar el requisit del tercer.
Nombrosos participants persistien a intentar solucionar el problema utilitzant el mètode anterior, consistint a trasvasar l'aigua del segon recipient al primer i després al tercer, realitzant aquest procés dues vegades. No obstant això, quan Luchins els va presentar un altre desafiament que també podia ser resolt en dos passos, però que no permetia aplicar la coneguda solució de tres etapes, els participants van considerar que era insuperable.
En un experiment relacionat amb jugadors d'escacs, es va presentar als participants una configuració específica d'una partida. Davant aquesta disposició de les peces, la majoria dels jugadors va identificar una jugada clàssica i va basar la seva estratègia en aplicar aquesta jugada coneguda. No obstant això, només uns pocs es van adonar que hi havia una alternativa molt més simple i directa per guanyar. De manera interessant, quan es va afegir una peça addicional a la taula per impedir l'ús de la jugada clàssica, la majoria dels jugadors va ser capaç de discernir aquesta solució més directa.

## Causes
Al confrontar-nos amb problemes de gran dificultat, el nostre cervell tendeix a cercar patrons com a mètode per trobar solucions. Aquests patrons es formen a partir dels nostres coneixements previus i experiències acumulades. Quant més ampli sigui el nostre bagatge de coneixement i experiència en un àmbit específic (o en diferents àmbits), més àgil serà per al nostre cervell el procés de trobar una solució al problema. Aquest enfocament sovint ens ofereix una heurística valuosa: quan descobrim un mètode efectiu per resoldre un tipus determinat de problema, no sempre és necessari explorar noves estratègies per a problemes semblants. Però, de vegades, aquesta tendència a recórrer a solucions conegudes pot portar-nos a tenir idees preconcebudes sobre com solucionar els problemes, impedint-nos veure que poden existir alternatives més eficients.
Per a evitar l'Efecte Einstellung podem:
- Enriquir el cervell amb diferents patrons per a ajudar-nos a trobar la solució més brillant per a situacions noves.[5]
- Prendre distància del problema, no deixar-se portar per idees preconcebudes o per la simple inèrcia. Evitar que les branques eclipsin el bosc. Com més gran sigui la distància emocional d'un problema al qual ens enfrontem, més fàcil serà que entrelluquem les dimensions més rellevants d'aquest. Diferents experiments han demostrat això últim, som més encertats i creatius si hem de decidir sobre els altres abans que sobre nosaltres mateixos. La distància no sols aporta claredat, sinó creativitat.[6]

## Conseqüències
A l'ésser en definitiva l'Efecte Einstellung una conseqüència indesitjada de la forma en què funciona el raonament humà, aquest té conseqüències indesitjables en totes aquelles tasques en les quals s'aplica el raonament humà. Per exemple:
- En el món de la programació si només usem un llenguatge per a programar, sistemàticament obviem la resta de llenguatges, és possible que a l'hora de resoldre un problema, ignorem la millor solució. El mateix si ens centrem en un sol paradigma de programació. Si només utilitzes programació orientada a objectes, estaràs perdent la capacitat d'utilitzar els patrons que poden proporcionar-te altres paradigmes, com la programació funcional.
- En el món de la ciència a vegades la teva intuïció inicial sobre el que està passant resulta enganyosa.